# Christoph Wieser (Fußballspieler, 1992)
Christoph Wieser (* 10. August 1992 in Krems an der Donau) ist ein österreichischer Fußballspieler.

## Werdegang
Wieser begann mit dem Fußballspiel beim USV Großriedenthal. Er durchlebte die Jugendlaufbahn des Vereins und spielte auch in Spielgemeinschaften mit  dem SV Blau/Weiß Großweikersdorf, SV Ziersdorf oder dem USC Kirchberg am Wagram. Mit der ersten, altersbedingten Möglichkeit erspielte er sich einen Stammplatz beim Gebietsligisten USV Großriedenthal. Er spielte sich mit guten Leistungen ins Rampenlicht und wechselte im Jänner 2012 zum SV Absdorf.
Wieser bewahrte den SV Absdorf vom Klassenabstieg und wurde in der Herbstsaison Torschützenkönig der zweiten Landesliga Ost Niederösterreich.
Im Jänner 2013 wechselte er zum SV Horn. Er hat einen laufenden Vertrag bis 30. Juni 2014. Nach einem Seiten- und Kreuzbandriss am rechten Bein bestritt er eine Rehabilitation im Rehabilitationszentrum Grafenwörth, Springbrunn unter der Leitung von Manfred Wieser.
Durch einen gesundheitlichen Veränderungsprozess ergeben sich für Wieser neue Möglichkeiten:
Im Juni 2014 wechselte Wieser zum SV Langenrohr unter Trainer August Baumühlner.
Wieser setzt in Langenrohr sein Können unter Beweis und kehrt nach einer langen Verletzungspause wieder zurück. Sein Comeback wehrte jedoch nur kurz, weil er riss sich knapp ein Jahr später den Meniskus. Frisch genesen musste er jedoch jeweils im Herbst 2015 und im Frühjahr 2016 Pausen wegen zweier Knie-Operationen einlegen.